# Neoimpressionism

Georges Seurat, En söndagseftermiddag på ön La Grande Jatte.

Neoimpressionism betecknar en konstriktning som ville vidareutveckla impressionisternas teknik, genom ett vetenskapligt studium av färgen och divisionismen. Termen präglades av konstnärerna själva och användes för första gången år 1886.

## Grundande och betydelse
Neoimpressionismen grundades av pointillisten Georges Seurat, vars målning En söndagseftermiddag på ön La Grande Jatte, blev den stora attraktionen på den utställning, som markerade neoimpressionismens officiella framträdande hösten 1886. Till grupperingen brukar även Paul Signac räknas. Neoimpressionismen fick stor betydelse för bland andra fauvisterna och kan sägas ha efterträtts av neoplasticisterna.
Några av rörelsens anhängare, belgarna Henry van de Velde och Georges Lemmen samt finländaren Alfred William Finch, överförde snart också de neoimpressionistiska erfarenheterna till konsthantverk. Riktningens opposition mot impressionismen fick betydelse för senare stilkonst, så som 1890-talets symbolism och 1900-talets expressionism och kubism.